# Osiedle Bronisława Chącińskiego
Osiedle Bronisława Chącińskiego – osiedle bloków mieszkalnych położone w Łukowie, w środkowej części miasta. Zostało zbudowane w latach 1968–1975. Nazwano je imieniem Bronisława Chącińskiego, zasłużonego dla miasta lekarza i społecznika. Jest zarządzane przez Łukowską Spółdzielnię Mieszkaniową.